# Кригел
Кригел (фр. Cruguel) насеље је и општина у северозападној Француској у региону Бретања, у департману Морбијан која припада префектури Понтиви.
По подацима из 2011. године у општини је живело 631 становника, а густина насељености је износила 36,75 становника/km². Општина се простире на површини од 17,17 km². Налази се на средњој надморској висини од 180 метара (максималној 166 m, а минималној 52 m).

## Демографија
| 1962. | 1968. | 1975. | 1982. | 1990. | 1999. | 2011. |
| ----- | ----- | ----- | ----- | ----- | ----- | ----- |
| 708   | 752   | 696   | 687   | 618   | 595   | 631   |

График промене броја становника у току последњих година